# 玉頭銀
| 9  | 8  | 7  | 6  | 5  | 4  | 3  | 2  | 1  |    |
| 香 | 桂 |    |    |    | 金 |    | 桂 | 香 | 一 |
|    | 飛 |    | 銀 | 金 |    | 王 | 角 |    | 二 |
|    |    |    |    | 銀 | 歩 |    | 歩 |    | 三 |
| 歩 |    | 歩 | 歩 | 歩 |    | 歩 |    | 歩 | 四 |
|    | 歩 |    |    |    | 銀 |    |    |    | 五 |
| 歩 |    | 歩 | 歩 |    |    |    |    | 歩 | 六 |
|    | 歩 | 角 |    | 歩 | 歩 | 歩 | 歩 |    | 七 |
|    |    |    | 飛 | 金 |    | 銀 | 玉 |    | 八 |
| 香 | 桂 |    |    |    | 金 |    | 桂 | 香 | 九 |

玉頭銀（ぎょくとうぎん）は、将棋の振り飛車で用いられる手法のこと。振り飛車側の左銀を5六 - 4五 - 3四（振り飛車側が先手の場合、以下も同様）と進出させる指し方である。対急戦、対持久戦、共に現れる。

## 対急戦
独走銀のように奇襲戦法に分類される指し方もあるが、通常の定跡手順の中でも右図のように4五歩早仕掛け模様の対策として登場することがある。
▲3四銀の形から飛車・桂馬・香車と連動して2三の地点を狙う指し方、もしくは歩を多く持ち▲1五歩から端攻めを狙う指し方がある。上記のような狙いが決まらなくても、△3四歩が無い舟囲いは非常に薄くなるため、実戦的に有効な指し方と言える。
また序盤だけでなく、特に振り飛車が四間飛車である場合は取り残されがちな左銀を中盤以降に働かせる時も玉頭銀は頻出する。

右図からの進行例として、▲4五銀に△6五歩であると▲3四銀と出て、後手居飛車側が△8六歩▲同歩△6六歩▲同角△同角▲同飛△3三歩では、以下▲2三銀成△同玉▲2六飛△2四銀▲4六角△1三角▲1五歩△同歩▲1四歩△同玉▲2四角△同角▲2五銀という展開に持ち込むのが、玉頭銀の代表的な狙いである。また▲4五銀に△3五歩と取らせないのは▲3四銀と出ておく、次に▲9五歩から香を入手してからの▲2六香などが狙いとして残る指し方と、▲5六銀と戻り、以下△7五歩には▲6七銀△7六歩▲同銀△7二飛▲7五歩△6四銀▲6五歩△7七角成▲同桂△7五銀▲同銀△同飛▲6六角△7一飛▲1一角成△2二銀▲3四香という指し方がある。さらに後手居飛車側の△4四歩として▲3四銀ならば△2四歩として銀の退路を断つ狙いは角道を止めたことに満足して▲3四銀とせず▲3六銀とでも引いておけば、後手6五歩からの仕掛けの脅威が緩和されている。
| 9  | 8  | 7  | 6  | 5  | 4  | 3  | 2  | 1  |    |
| 香 | 桂 |    |    |    | 金 |    | 桂 | 香 | 一 |
|    | 飛 |    |    | 金 | 銀 | 王 | 角 |    | 二 |
|    |    |    | 歩 |    | 歩 |    | 歩 |    | 三 |
| 歩 | 銀 |    |    | 歩 |    | 歩 |    | 歩 | 四 |
|    | 歩 | 歩 |    |    | 銀 |    |    |    | 五 |
| 歩 |    | 歩 | 歩 |    |    |    |    | 歩 | 六 |
|    | 歩 | 角 |    | 歩 | 歩 | 歩 | 歩 |    | 七 |
|    |    |    | 飛 | 金 |    | 銀 | 玉 |    | 八 |
| 香 | 桂 |    |    |    | 金 |    | 桂 | 香 | 九 |

| 9  | 8  | 7  | 6  | 5  | 4  | 3  | 2  | 1  |    |
| 香 | 桂 |    |    |    | 金 |    |    | 香 | 一 |
|    | 飛 |    |    | 金 | 銀 | 王 |    |    | 二 |
|    |    |    | 歩 |    | 歩 | 桂 | 歩 |    | 三 |
| 歩 | 銀 |    |    | 歩 |    | 銀 |    | 歩 | 四 |
|    | 歩 | 歩 | 歩 |    |    |    |    |    | 五 |
| 歩 |    |    |    | 角 |    | 飛 |    | 歩 | 六 |
|    | 歩 | 馬 |    | 歩 | 歩 | 歩 | 歩 |    | 七 |
|    |    |    |    | 金 |    | 銀 | 玉 |    | 八 |
| 香 |    |    |    |    | 金 |    | 桂 | 香 | 九 |

第1-1a図のように棒銀で角頭を狙われた場合は以下▲6五歩△7七角成▲同桂△7六歩に▲6六飛と浮き、△7七歩成は▲3四銀△3一桂▲2六飛で、△1二角なら1筋の突き合いを活かして▲1五歩、△2四歩▲同飛△2二歩なら▲2三角から▲4一角成がある。戻って▲6六飛の浮きに△2二角は▲7六飛△7五歩▲3八飛で△7七角成ならば▲3四銀があり、△3三桂には▲5六角（第1-1b図）もしくは▲2六飛△2五桂にじっと▲3六飛として▲2五銀を狙う順もある、
また、左銀を早めに腰掛け、居飛車のままで玉頭銀を行う指し方もある。図は2010年10月の棋王戦予選、先手山崎隆之対後手窪田義行戦の例で、第1-2a図は後手の△5四銀に対して先手が▲6六歩ではなく▲6八銀としたので、後手が△6五銀と進出したところ。以下▲5七金△7六歩▲3六歩△7五歩▲2四歩△同歩▲5五角△8四歩▲6六金△8五歩▲7五銀△8六歩▲同歩△同飛▲7六金△同飛▲7七歩△7三飛▲8八歩△3二金▲3五歩△同歩▲3四銀以下大乱戦となる。途中の飛車角交換は、後手は△5四角の筋をねらっている。
| 9  | 8  | 7  | 6  | 5  | 4  | 3  | 2  | 1  |    |
| 香 | 桂 | 銀 | 金 | 王 | 金 |    | 桂 | 香 | 一 |
|    | 飛 |    |    |    |    |    |    |    | 二 |
| 歩 | 歩 |    | 歩 | 歩 |    | 角 | 歩 | 歩 | 三 |
|    |    | 歩 |    |    | 歩 | 歩 |    |    | 四 |
|    |    |    | 銀 |    |    |    | 歩 |    | 五 |
|    |    | 歩 |    | 歩 |    |    |    |    | 六 |
| 歩 | 歩 |    | 歩 |    | 歩 | 歩 |    | 歩 | 七 |
|    | 角 | 玉 | 銀 | 金 |    |    | 飛 |    | 八 |
| 香 | 桂 |    | 金 |    |    | 銀 | 桂 | 香 | 九 |

| 9  | 8  | 7  | 6  | 5  | 4  | 3  | 2  | 1  |    |
| 香 | 桂 | 銀 | 金 | 王 |    |    | 桂 | 香 | 一 |
|    |    |    |    |    |    | 金 |    |    | 二 |
| 歩 |    | 飛 | 歩 | 歩 |    | 角 |    | 歩 | 三 |
|    |    |    |    |    | 歩 | 銀 | 歩 |    | 四 |
|    |    |    |    | 角 |    | 歩 |    |    | 五 |
|    |    |    |    | 歩 |    |    |    |    | 六 |
| 歩 |    | 歩 | 歩 |    | 歩 |    |    | 歩 | 七 |
|    | 歩 | 玉 | 銀 |    |    |    | 飛 |    | 八 |
| 香 | 桂 |    | 金 |    |    | 銀 | 桂 | 香 | 九 |

## 対持久戦
対穴熊では△3四歩をとる変化になることはめったになく、居飛車側がそれを防いで△4四歩や△4四銀と形を決めることが多いが、それが振り飛車側の狙いでもある。そのため厳密な意味での玉頭銀は出現しにくいが、他の狙いが生じる。
第2-1a図は、先手三間飛車。第2-1a図のように、後手穴熊を組む手前で先手が速く▲6七銀とした場合、ここで△5三銀型にしないと、△4四銀～△3三銀の展開はしにくくなる。△5三銀にかえて△3三角なら▲5六銀で、玉頭銀を防いで△4四歩と決めさせれば、ビック4などには組みにくくなる。
また第2-2図のように先手四間飛車であると、後手△2二玉▲5六銀に△4四銀をすると、▲6五歩が生じる。△4二角で飛車先を防ぐと▲4五銀が生じ、△3三銀でも▲3四銀が生じている。したがって、四間飛車の場合は先手▲5六銀には△5三銀型でも△4四歩が多い。△4四歩を指させることによって居飛車の穴熊は弱体化し、△4二角の引き角や右銀からの仕掛け、△3三銀からのビッグ4を消すこともできる。しかし早めに▲5六銀と上がる指し方は振り飛車側の形を決めてしまうことにもなるため、場合によっては振り飛車側が打開が難しい状況に陥ることもある。
ただし、無事に△4四銀型に組めたとしても第2-3a図のように銀が進出する場合もある。後手の指し方での穴熊に運ぶのは若干横着なところがある。以下手順例としては△4五同銀▲同歩で、後手は△3二金▲1五歩などの他、△7四歩、△5三角や△5一金があげられる。△5三角には▲6四歩△同歩▲6三銀△6五銀▲6七金、もしくは▲4四歩△同歩▲4三銀△4五銀などがみられるが、後手は打開方策が単調でバリエーションが少ない状態となるわりに、先手からは手が続く。▲4四歩は△3二金でも▲1五歩に代わって仕掛ける順もあり、以下△同歩▲同角△8六歩▲6四歩△同歩▲5三銀など、先手は比較的手が続く。したがって△5三角▲4四歩△5二金右なども考えられ、これで穴熊が収まればまずまずとなる。また、△5三角に▲6四銀とし(第2-3b図)以下△同歩▲同歩もあるが、これには△5一金右▲6三歩成で、△3五角と逃げる手でよい。したがって先手も▲6四銀の手順では先に▲4七金として、以下△5三角に▲6四銀△同歩▲同歩とし、△3五角に▲3六金と角を狙う指し方もある。
先手としては右金が3一までの間に動くことで、実践的には振り飛車が十分といえる。このケースは局数は少ないが、類例の仕掛けは櫛田陽一や窪田義行らが試みており、美濃囲いがしっかりしている状態での仕掛けでもあり、居飛車も嫌なところとされている。
△3四歩をとらせる一例として第2-4a図は『史上最強!ワセダ将棋』（講談社、1982年）にある局面。双方囲いを組んでから、第2-3図の手前▲5六銀の進出に△3二金として▲4五銀を誘い、以下△8五歩▲7七角△4二角▲3四銀△8四飛▲7八飛△4四銀▲5九角△3一金寄▲7五歩△8六歩▲同歩△7四歩（第2-4b図）となってみると、確かに振り飛車側が1歩得したが、これからの将棋の展開である。